# Bou Malhab c. Diffusion Métromédia CMR inc.
L'arrêt Bou Malhab c. Diffusion Métromédia CMR inc est une décision civile importante de la Cour suprême du Canada concernant la diffamation collective d'individus d'une manière qui est liée à leur origine ethnique.  

## Les faits

### Contexte
L'animateur de radio André Arthur a fait l'objet, au cours de sa longue carrière, de nombreuses poursuites judiciaires de gens ou de compagnies qui s'estimaient à tort ou à raison diffamés. La grande majorité d'entre elles se sont soldées par un règlement hors cour, à caractère confidentiel. Il a également fait l'objet de nombreuses plaintes auprès du CRTC.

### Propos litigieux
Dans cette affaire, M. Arthur a tenu des propos négatifs concernant les chauffeurs de taxi arabes et haïtiens de Montréal. D'après le résumé de ses propos fourni par la Cour suprême, « l'animateur radio tenait les chauffeurs de taxi arabes et haïtiens responsables de la tiers-mondisation du transport public à Montréal et les accusait de corruption, d’incompétence et de malpropreté dans les taxis. Il a affirmé que les chauffeurs arabes et haïtiens ne connaissaient pas les rues de la ville et qu’ils étaient incapables de communiquer en anglais ou en français ».
Il a été poursuivi par un chauffeur d'origine arabe qui s'est senti diffamé par ces propos.

## Historique judiciaire antérieur
Le 21 avril 2006, André Arthur et son ex-employeur Métromedia CMR ont été reconnus coupables de propos diffamatoires  (diffusés en 1998) et condamnés par la Cour supérieure du Québec à verser 220 000 $ CDN aux 1 100 chauffeurs de taxis dont la langue maternelle était le créole ou l'arabe. 
La Cour d'appel du Québec a infirmé le jugement

## Décision de la Cour suprême
La Cour suprême a rejeté la poursuite au motif que les propos de M. Arthur se sont dilués dans la foule en raison de la taille du groupe visé. Par conséquent, plus un groupe diffamé est large, moins une poursuite en diffamation a des chances de réussir en raison de l'effet de dilution des propos. 
Le 17 février 2011, la Cour suprême déclare que ces « propos empreints de mépris et de racisme » tenus par André Arthur ne sont pas individuellement diffamatoires, ne causant pas de préjudice individualisé à chacun des 1 100 chauffeurs de taxi, étant donné que leur réputation individuelle est demeurée intacte aux yeux des citoyens,. 
La juge Marie Deschamps écrit le jugement, pour la majorité des juges (à six contre un), soulignant qu’il faut tenir compte du style de déclaration et du contexte caricatural de certaines interventions, mais faire dans l’exagération n’est pas une défense en soi : «  Cela dit, le caractère outrancier même des propos d’un aboyeur public ne saurait le mettre entièrement à l’abri des recours en dommages-intérêts pour diffamation.  Comme dans tout autre cas où des propos sont contestés, il faut s’assurer que tous les éléments nécessaires pour établir le droit à la réparation sont réunis.  L’indignation n’est pas un substitut aux exigences de la preuve civile ou, de façon plus générale, au droit de la responsabilité civile ».